# Santo Domingo (Södra Ilocos)
Santo Domingo (Bayan ng Santo Domingo) är en kommun i Filippinerna. Kommunen ligger på ön Luzon, och tillhör provinsen Södra Ilocos. Folkmängden uppgår till 24 520 invånare.

## Barangayer
Santo Domingo är indelat i 36 barangayer.
| - Binalayangan - Binongan - Borobor - Cabaritan - Cabigbigaan - Calautit - Calay-ab - Camestizoan - Casili - Flora - Lagatit - Laoingen | - Lussoc - Nalasin - Nagbettedan - Naglaoa-an - Nambaran - Nanerman - Napo - Padu Chico - Padu Grande - Paguraper - Panay - Pangpangdan | - Parada - Paras - Poblacion - Puerta Real - Pussuac - Quimmarayan - San Pablo - Santa Cruz - Santo Tomas - Sived - Vacunero - Suksukit |